# Kauen
Konzentrationslager Kauen (spotyka się również litewską ortografię KL Kaunas) – niemiecki nazistowski obóz koncentracyjny założony 21 czerwca 1943, na terenie getta w Kownie na Litwie. Funkcjonował do października 1944.

## Historia obozu

### Przed założeniem obozu
Historia założenia tego obozu jest zupełnie inna od pozostałych przypadków. Dzieje KL Kauen wiążą się mocno z dziejami Żydów z Kowna. Z chwilą inwazji Wehrmachtu na Litwę, w czerwcu i lipcu 1941, w Kownie wybuchły antyżydowskie pogromy, podczas których, z rąk rozmaitych band litewskich oraz litewskiej żandarmerii, życie straciło ok. 10 000 Żydów. W szczególności masowych mordów dokonano na terenie jednej z twierdz otaczających miasto – Fortu VII.
Następnie Niemcy, obejmując kontrolę nad miastem założyli dwa getta, w których umieścili ok. 30 000 Żydów. W getcie umieralność była wysoka, w ciągu następnych dwóch miesięcy zginęło ok. 3000 osób. 28 października 1941 w forcie IX dawnej carskiej twierdzy Kowno Niemcy zamordowali ok. 9200 Żydów, z czego połowę stanowiły dzieci. W ciągu następnego okresu (1942), kilkanaście tysięcy Żydów zabrano do pracy i rozlokowano w różnych miejscach, przy fabrykach niemieckich. Pozostałe w getcie kilka tysięcy osób pracowało w warsztatach na miejscu.

### Obóz
Zgodnie z rozkazem Heinricha Himmlera z 21 czerwca 1943, jesienią 1943 getto zostało zamienione na Konzentrazionslager Kauen dla Żydów z terenów bałtyckich (Reichskommissariat Ostland). Obóz stał się centralnym obozem dla wielu mniejszych podobozów rozsianych w okolicach Kowna. Końcem getta stał się dzień 27 marca 1944 roku, kiedy to ponad 1800 osób, głównie kobiety i dzieci, jak i kilkudziesięciu żydowskich policjantów zostało zamordowanych. Rada Starszych (Ältestenrat), która posiadała wielkie zasługi w zakresie samopomocy i organizacji życia w getcie została zniesiona.
Począwszy od 8 lipca 1944 roku, w obliczu zbliżającej się Armii Czerwonej, Niemcy rozpoczęli likwidację obozu. Ponieważ obóz powstał na terenie wcześniejszego getta, wielu więźniów schowało się do przygotowanych zawczasu kryjówek, które Niemcy otwierali za pomocą granatów. Zginęło wówczas około 2000 osób. 4000 Żydów ewakuowano na Zachód marszami śmierci (często do Stutthofu). W dniu wyzwolenia pozostało na terenie b. getta ok. 2000 osób, czyli 8% ludności umieszczonej w getcie.
Większość masowych egzekucji dokonywała się w Forcie IX, który przed wojną był więzieniem litewskim, a w latach 1940–1941 był więzieniem NKWD.

## Więźniowie i ofiary
Więźniami i ofiarami byli wyłącznie Żydzi, w większości z Kowna i okolic. Kobiety, osoby starsze i dzieci zostały wymordowane. Ci, którzy byli w sile wieku, pracowali niewolniczo w różnych komandach w warsztatach, fabrykach i przy robotach publicznych na korzyść Niemiec.

## Dzieje powojenne
Po wojnie Sowieci założyli w Forcie IX więzienie. W 1958 roku założono w tym Forcie pierwsze muzeum, które skupiało się na martyrologii litewskiej. W latach 60. utworzono nowe muzeum. W 1984 r. wzniesiono pomnik upamiętniający 30 000 ofiar Holokaustu w Kownie. Nie istnieje muzeum poświęcone gettu w Kownie czy KL Kauen.